# Kristīne Ulberga
Kristīne Ulberga z domu Rubīne (ur. 1979 w Rydze) – łotewska poetka, działaczka na rzecz rozwoju kultury na Łotwie. 

## Życiorys
Kristīne Ulberga urodziła się w 1979 roku w Rydze, gdzie uczęszczała do szkoły średniej. Studiowała teologię na Uniwersytecie Łotewskim. 
Zadebiutowała w gazecie „Kultūras Diena” 10 sierpnia 2007 roku, w której opublikowano trzy opowiadania Perpetuum mobile, Izdzīvotāja i Ceļš. Jej pierwsza powieść Es grāmatas nelasu, wydana w 2008 roku, została nagrodzona Łotewską Literacką Nagrodą Roku. Została także przetłumaczona na język angielski. Książka adresowana jest zarówno dla dorosłych, jak i dla młodzieży. Autorka pragnęła stworzyć powieść, która zachęciłaby młodych ludzi do czytania współczesnej literatury. Książka zyskał popularność i doczekała się dwóch wznowień. 
Jej pierwsza powieść skierowana głównie do dorosłych odbiorców Zaļā vārna została opublikowana w 2011 roku i zdobyła nagrodę Raimondsa Gerkensa jako najlepsze oryginalne dzieło literackie oraz Łotewską Literacką Nagrodą Roku w 2012 roku. To opowieść o pragnieniu bycia zrozumianym i zaakceptowanym, o przystosowaniu się. Bohaterka próbuje uwolnić się od tradycyjnych obciążeń, z którymi boryka się kobieta: brudne naczynia, posiłki, mop, despotyczny mąż, rozpieszczone dzieci. Ulberga opublikowała także kilka opowiadań w łotewskich czasopismach literackich, gazetach i antologiach. Obecnie Ulberga pracuje nad kolejnymi powieściami i uczy kreatywnego pisania.

## Wybrane działa
- Es grāmatas nelasu, 2008
- Virtuālais eņģelis, 2008
- Es grāmatas nelasu 2, 2008
- Zaļā vārna, 2012
- Tur, 2017